# Cayratia clematidea
Espèce
Classification phylogénétique
Synonymes
- Vitis clematidea F.Muell.
- Cissus clematidea (F.Muell.) Domin

Cayratia clematidea est une espèce de liane commune en Australie de la famille des Vitaceae. Elle pousse en bordure de la forêt tropicale, depuis les gorges de la rivière Shoalhaven  au sud de la Nouvelle-Galles du Sud jusqu'au nord du Queensland. Elle porte des vrilles opposées aux feuilles.

## Description
Cayratia clematidea a des feuilles composées (habituellement cinq folioles dentées) avec une foliole terminale de 1 à 8 cm de long, 5 à 40 mm de large. Les petites fleurs verdâtres apparaissent en été. Le fruit rond est noir brillant, de 5 à 7 mm de diamètre.